# شیاد حمزه
شیاد حمزه از شعرای ترکی گوی آناطولی است. در کتاب جامع النظایر، که حاوی آثار کهن‌ترین شعرای آناطولی است از او نام برده شده و شعری ۱۹ بیتی به زبان ساده و و ابتدایی به وزن عروضی آمده است که از نظر زبان، موضوع و شیوه نظم، صراحتا نشانگر آن است که از آثار کهن است. در لطایف لامعی آمده است که او معاصر ملا نصرالدین بوده و شاعری متصوف و اهل کرامت بوده و اگر در نظر بگیریم ملانصرالدین در سال ۶۸۳ ق وفات یافته، باید ادعا نمود که او از شعرای سده هفتم بوده‌است.